# Poecilia latipinna
Poecilia latipinna es un pez de la familia de los pecílidos en el orden de los ciprinodontiformes.

## Morfología
Estos peces poseen una vela en el dorso, pero esa se muestra solo en machos, las hembras tienen la aleta dorsal larga, haciendo mayor diferencia entre el Molly común y el Molly velero, pero hay una tercera especie, el Molly velifera (Poecilia velifera), pero esta última tiene la aleta dorsal más alta, además de tener puntos de color perla.
Las hembras pueden alcanzar los 15 cm de longitud total y los machos los 10 cm.

## Distribución geográfica
Son originarios de Norteamérica: desde Cabo Fear (Carolina del Norte, Estados Unidos) hasta Veracruz (México). Introducidos en muchos países.

## Reproducción
Esta especie se reproduce fácilmente, ya que es ovovivíparo.
El acuario debe estar dotado de adornos, piedras, gravas y plantas para ofrecer escondite a las crías, las crías van naciendo independientes, se les debe colocar en un acuario grande, de mínimo 5 litros para que crezcan, en el comunitario crecen más, pero tienden en ser devoradas, por eso se recomienda otro acuario. Al primer mes, deberían tener poco más de 1 - 2 cm, que es un tamaño que les permite sobrevivir con los adultos.